# Acalypha wilderi
Acalypha wilderi був видом молочаю, який був відомий лише в лісистих місцях уздовж північної та західної сторін Раротонги на Островах Кука, на висоті 200–300 метрів. Про цей вид відомо дуже мало, але колекції показують, що це був невеликий кущ, який рідко перевищував 2 метри у висоту. Середовище його проживання було значно змінено для сільського господарства, доріг, житла, плантацій та інвазивних видів, і його не бачили з 1929 року, а в 2014 році він був оголошений вимерлим. Цей вид може бути синонімом A. raivavensis і A. tubuaiensis. Acalypha wilderi, швидше за все, був природно нечисленним видом. рівнинні та схилові ліси Раротонги, а особливо ті, що знаходяться поблизу Аваруа та Арорангі, є одними з найбільш сильно змінених на острові в результаті вирубки лісів для сільського господарства, доріг, будівництва та плантації лісів. Ті небагато лісистих ділянок, які зараз залишилися, також серйозно пошкоджені та сильно заражені різноманітними бур’янами (від невеликих кущів до дерев і ліан). Зіткнувшись із цими загрозами, не дивно, що A. wilderi вимер